# Ignacy Petelenz
Ignacy Leonard Petelenz (ur. 14 września 1850 w Turce, zm. 20 czerwca 1911 w Krakowie) – polski nauczyciel z tytułem doktora, pedagog, zoolog, działacz społeczny i polityczny.

## Życiorys
Urodził się 14 września 1850 w Turce. Był synem Antoniego (-1855, urzędnik skarbowy) i Pulcherii z domu Rogalskiej. Jego braćmi byli: Karol (1847–1930, nauczyciel), Rudolf (1852–1919), Leonard (1854–1914, pułkownik cesarskiej i królewskiej Armii).
Siedem klas nauki gimnazjalnej odbył w Suczawie. W 1869 ukończył ósmą klasę w C. K. II Gimnazjum we Lwowie z językiem niemieckim wykładowym i zdał tam egzamin dojrzałości. Studiował nauki przyrodnicze na Wydziale Filozoficznym Uniwersytetu Lwowskiego oraz na Uniwersytecie Wiedeńskim. Podjął pracę nauczyciela od 31 sierpnia 1872 w C. K. Gimnazjum im. Franciszka Józefa we Lwowie. Egzamin zawodowy nauczycielski złożył 10 stycznia 1874 (z historii naturalnej jako przedmiotu głównego oraz z matematyki i fizyki jako pobocznych). Został mianowany nauczycielem rzeczywistym 15 lutego 1874. W 1877 został zatwierdzony w zawodzie nauczycielskim i otrzymał tytuł c. k. profesora.
W 1879 uzyskał stopień doktora filozofii na Uniwersytecie Jagiellońskim na podstawie pracy pt. Die Darwin’sche Theorie, insbesondere vom Standpunkte der Zoologie dargestellt. W 1881 habilitował się w Szkole Politechnicznej we Lwowie i przez osiem lat był docentem w tej uczelni. W tym okresie publikował w periodykach „Czasopismo Towarzystwa Aptekarskiego” i „Kosmos”. W 1885 był zatrudniony w stacji zoologicznej w Trieście. Od 1885 do 1888 działał w Towarzystwie Nauczycieli Szkół Wyższych. Był w składzie komitetu redakcyjnego organu prasowego TNSW, czasopisma „Muzeum”. W 1887 został ekspertem zawodowym w komisji naukowej. W 1888 powierzono mu rewizję podręczników do nauki matematyki. Także w 1888 wszedł w skład komitetu wystawy powszechnej we Lwowie.
28 sierpnia 1889 został mianowany na stanowisko dyrektora C. K. Wyższego Gimnazjum w Samborze (późniejsze C. K. Gimnazjum Arcyksiężniczki Elżbiety) i objął urzędowanie 4 października tego roku. Podczas pracy w Samborze był członkiem i wiceprzewodniczącym C. K. Rady Szkolnej Okręgowej. Był radnym miejskim w Samborze. 
Od 1896 sprawował stanowisko dyrektora Wyższej Szkoły Realnej w Krakowie. Otrzymał VI rangę w zawodzie od 20 września 1901. W związku z działalnością polityczną od 1907 przebywał na urlopie (od tego czasu kierownictwo zakładu pełnili Walerian Krywult i od 1908 Jan Dziurzyński). Od 1 stycznia 1908 był urlopowany na czas nieograniczony. Formalnie dyrektorem pozostawał do końca życia.
Był przyrodnikiem, specjalizował się w zoologii. W 1891 został członkiem komisji w sprawie podręczników do historii naturalnej. W dziedzinie zoologii pisał publikacje, także podręczniki szkolne. Łącznie stworzył 13 prac i rozpraw naukowych. Jego Podręcznik do nauki zoologii w klasach wyższych szkół średnich został zaakceptowany przez C. K. Radę Szkolną Krajową do nauki szkolnej i uchodził za najlepszy tego typu podręcznik. W 1909 został mianowany dyrektorem Komisji Egzaminacyjnej dla Szkół Ludowych i Wydziałowych w Krakowie.
Od 1875 był dożywotnim członkiem Towarzystwa Tatrzańskiego. Był sekretarzem generalnym Polskiego Towarzystwa Przyrodników im. Kopernika w Krakowie od 1883 do 1889 i przez dwa lata prezesem tegoż. Był jednym z założycieli powołanego 21 lutego 1890 tamtejszego gniazda Polskiego Towarzystwa Gimnastycznego „Sokół” i został jego pierwszym prezesem do 1891. Przez dwa lata był prezesem koła TNSW w Krakowie. 6 maja 1909 został wybrany przewodniczącym Towarzystwa Opieki nad Ubogą Młodzieżą Szkolną w Krakowie.
W Krakowie zaangażował się w działalność polityczną. Był członkiem zarządu i prezesem wydziału Towarzystwa Demokratycznego w Krakowie. Pełnił mandat krakowskiego posła do austriackiej Rady Państwa w Wiedniu: X kadencji (1901-1907), wybrany w wyborach uzupełniających 10 października 1901 w miejsce zmarłego dr. Ferdynanda Weigla oraz XI kadencji (1907-1911). W Kole Polskim wstąpił do frakcji demokratów. Jako poseł działał na rzecz szkolnictwa. Był wybierany radnym miejskim w Krakowie z kręgów inteligencji w 1908, w 1911.

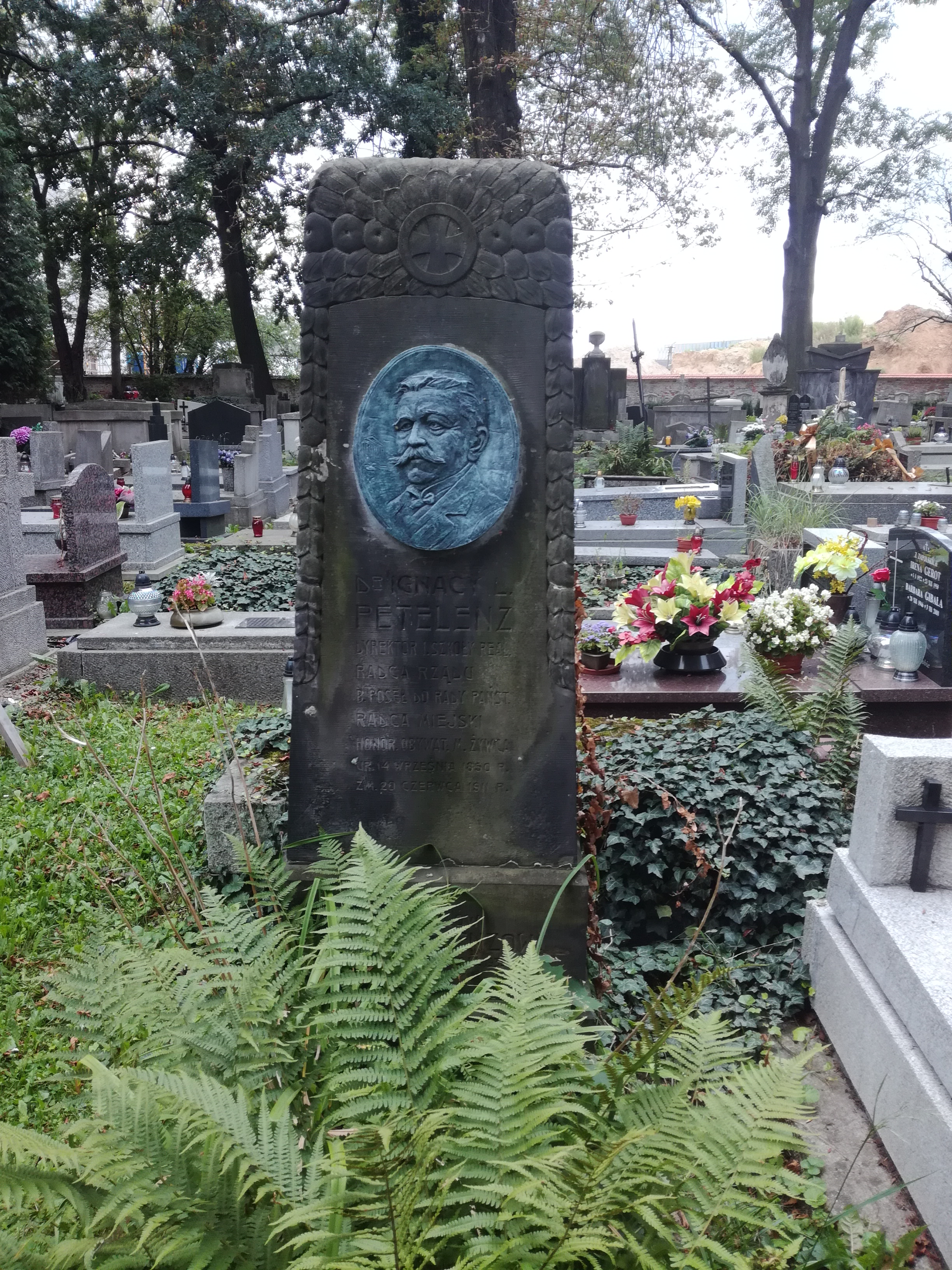
Grób Ignacego Petelenza na cmentarzu Rakowickim

W 1904 otrzymał tytuł c. k. radcy rządu.
Trzy dni po nieudanych wyborach w czerwcu 1911 zapadł na zdrowiu. Zmarł o god. 9½ rano 20 czerwca 1911 w swoim mieszkaniu w gmachu C. K. Wyższej Szkoły Realnej przy ulicy Studenckiej w Krakowie (chorował na serce, a kilka dni wcześniej przeszedł operację zapalenia wyrostka robaczkowego, po czym wywiązało się zapalenie płuc). Jego śmierć wywarła poruszenie zarówno w Krakowie jak i w kraju. Został pochowany na cmentarzu Rakowickim w Krakowie 22 czerwca 1911 (kwatera V, rząd płn.).
Jego pierwszą żoną była Agrypina z domu Ferliewicz (zm. w maju 1880 w wieku 27 lat na suchoty). Drugą żoną została Maria Tekla z domu Zawadil, a ich dziećmi byli: Ignacy Kazimierz (1886-1950), Ferdynand (1888-1941), Zofia (1891-1967).

## Publikacje
- Darwin i znaczenie teoryi jego dla biologii (1883)
- O planie lekcyjnym dla nauki historyi naturalnejw gimnazyach (1884)
- Podręcznik do nauki zoologii w klasach wyższych szkół średnich (1891)
- Podręcznik zoologii. Kurs wyższy (1900)
- Zoologia dla klas wyższych szkół średnich (1902)

## Odznaczenia
- Srebrny medal przyznany przez komitet wystawy higieniczno-przyrodniczej we Lwowie za zestawienie systemu zwierząt normującego zbiory zoologiczne szkól średnich i za liczne własne preparaty anatomiczne (ok. 1888)[4]
- Kawaler Orderu Franciszka Józefa (1893)[1][3][4][28]
- Honorowe obywatelstwo Żywca za działania na rzecz powołania w tym mieście szkoły realnej (1904)[29][2][4]